# Ибрахим, Соналлах
Соналлах Ибрахим (араб. صنع الله إبراهيم‎; 24 февраля 1937[…], Каир — 13 августа 2025, Каир) — египетский писатель
 (романист и автор рассказов).

## Биография
Родился в Каире в 1937 году. Его отец был государственным служащим из среднего класса, а его мать была родом из бедной семьи, работала медсестрой, нанятой для ухода за парализованной первой женой его отца.
В 1952 году поступил в Каирский университет в Эль-Гиза на факультет права. Там присоединился к марксистскому «Демократическому движению за национальное освобождение» Анри Куриэля. Несмотря на поддержку «Демократическим движением за национальное освобождение» военного переворота под руководством Гамаля Абделя Насера, в конце 1950-х годов начались репрессии против коммунистов. В 1959 году был арестован и приговорен военным трибуналом к 7 годам тюремного заключения.
Освобождён в 1964 году по случаю визита Генерального секретаря ЦК КПСС Никиты Хрущёва в Египет на открытие Асуанской плотины. В 1968 году был одним из египетских интеллектуалов, сотрудничавших с авангардным литературным журналом Galerie 68. В 2003 году отказался от премии Каирского форума за творчество в арабской художественной литературе.
Литературное творчество Ибрахима отображает как детали биографии, так и перипетии политической истории Египта. Например, роман 1981 года «Комитет» представляет собой сатиру на политику Анвара Садата. Встречается и общеарабская тематика: так, роман 1984 года «Бейрут, Бейрут» описывает гражданскую войну в Ливане.
Хосам Абул-Эла из Хьюстонского университета описал Соналлаха Ибрахима как безжалостного критика сменявших друг друга египетских правителей и написал, что его лучше всего можно охарактеризовать как своего рода египетскую смесь Джонатана Свифта и Мануэля Пуига.
Умер 13 августа 2025 года в возрасте 88 лет.

## Книги
- Любовь в изгнании / Баха Тахир; Комитет / Саналлах Ибрагим. — М.: Центр книги ВГБИЛ им. М.И. Рудомино, Институт востоковедения РАН, 2010 — 384 с.